# Porte Noire (Besançon)

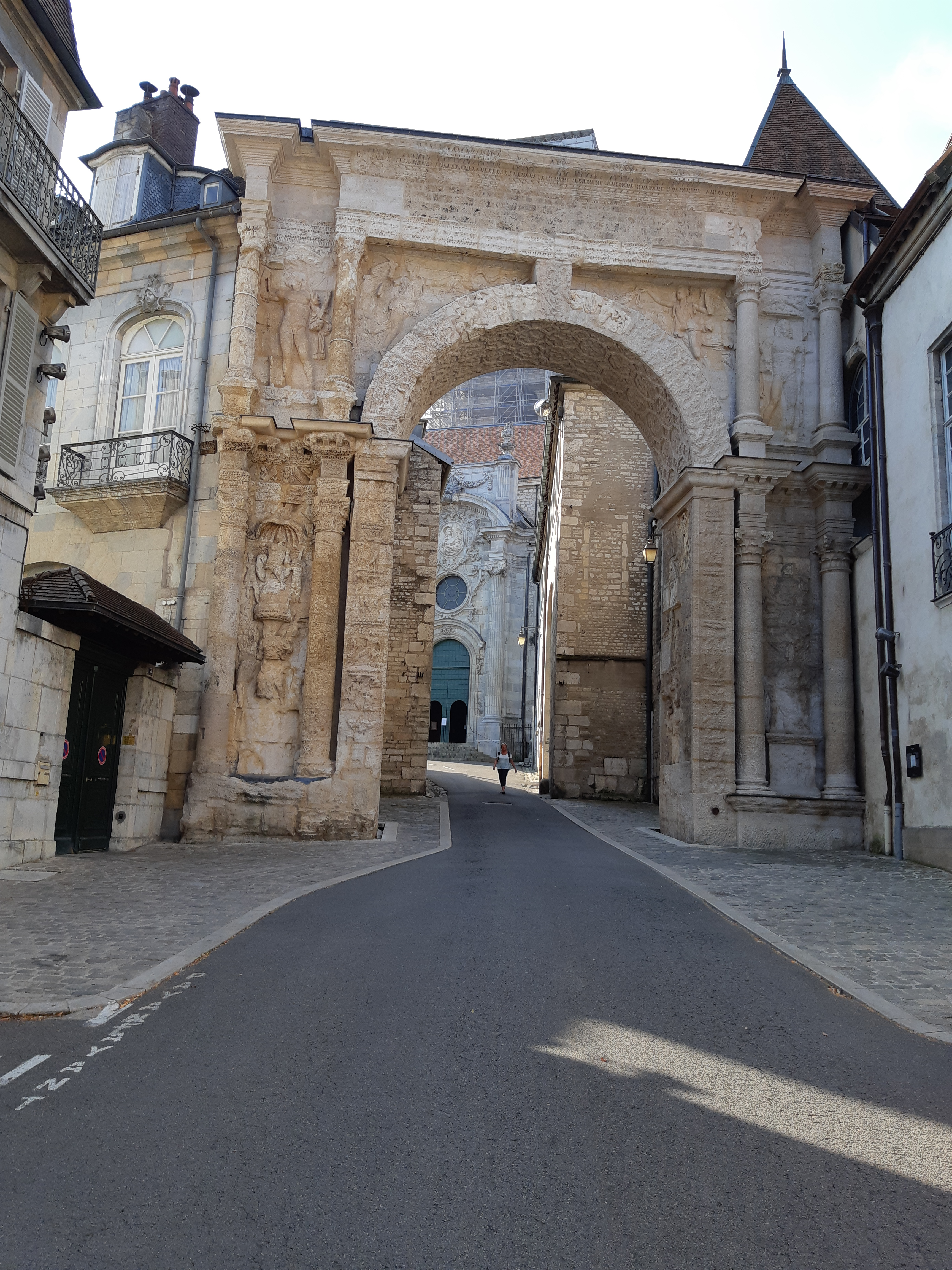
Nordseite der Porte Noire

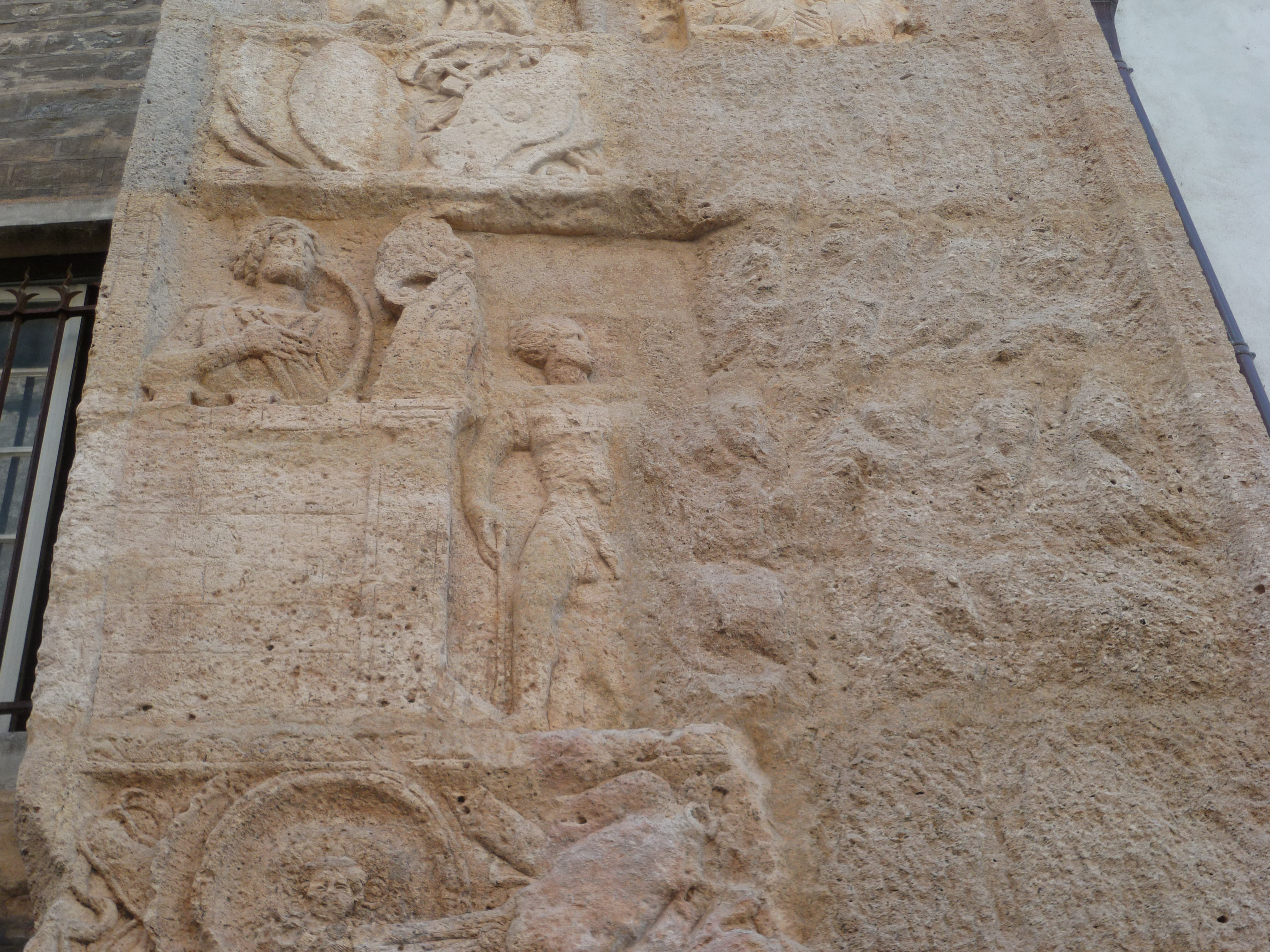
Detail mit dem König der Parther auf der Stadtbefestigung von Ktesiphon (linke skulptierte Seite original erhalten, rechts Restaurierung aus dem 19. Jahrhundert)

Die Porte Noire (deutsch Schwarzes Tor) in Besançon, einer Stadt im französischen Département Doubs in der Region Bourgogne-Franche-Comté, ist ein Ehrenbogen, der im 2. Jahrhundert unter Mark Aurel errichtet wurde. Die Porte Noire ist seit 1840 als Baudenkmal (Monument historique) geschützt.

## Geschichte
Der Ehrenbogen wurde nach den militärischen Erfolgen des Kaisers Marc Aurel, unter der Leitung seines Adoptivbruders Lucius Verus, über die Parther errichtet (siehe auch Partherkrieg des Lucius Verus). Die Darstellung der Einnahme der Stadt Ktesiphon ist noch heute auf dem Ehrenbogen zu sehen, obwohl viele skulptierte Teile beschädigt sind bzw. verloren gingen.

## Architektur
Die Porte Noire ist 16,56 Meter hoch, von denen sich circa ein Meter wegen der jahrhundertelangen Bodenaufschüttung unter der Erde befinden. Die Tiefe des Bauwerkes, das mit Sicherheit ursprünglich freistehend und gut sichtbar war, beträgt nur zwei Meter. Die Porte Noire war kein Stadttor der gallo-römischen Stadt, sondern ein Ehrentor, das von Statuen bekrönt war. Alle Seiten waren mit Reliefs geschmückt, die Szenen aus der griechischen und römischen Mythologie darstellten.